# Billboard 200

Логотип Billboard 2013

Billboard 200 (укр. Білборд 200) — рейтинг 200 найпрода́ваніших музичних альбомів та мініальбомів щотижневого американського журналу Billboard, який присвячений музичній індустрії. Цей рейтинг вважається відображенням популярності артистів.
Рейтинг базується винятково на кількості проданих альбомів у США (як реальних дисків проданих у роздрібній торгівлі, так і віртуальних — завантажених з сайтів музичних крамниць). Підрахунок проданих копій починається щопонеділка і закінчується щонеділі. Новий рейтинг публікується щочетверга з датою випуску наступної суботи. Аналогічній хіт-парад синглів називається Billboard Hot 100.
Рейтинги публікуються починаючи з 1945 року, коли вони містили 5 найпрода́ваніших альбомів. У 1956 з ростом популярності рок-музики — публікувалися щотижня і мали в собі від 10 до 30 позицій. Починаючи з 25 травня 1959 року, Billboard розбивав рейтинг на два чарти, один для альбомів стерео (тридцять номерів) і один для моноальбомів (п'ятдесят номерів). 1963 року стерео й моно рейтинги були об'єднані в єдиний чарт зі 150 номерами, у 1967 — 175, пізніше їх кількість зросла до 200 номерів.

## Артисти— лідери чартів
За кількістю альбомів у хіт-параді
- Елвіс Преслі (114)
- Френк Сінатра (83)
- Джонні Метіс (73)
- Віллі Нельсон (57)
- Барбра Стрейзанд (54)

За кількістю альбомів в кращій десятці
- The Rolling Stones (36)
- Френк Сінатра (32)
- The Beatles (29)
- Барбра Стрейзанд (28)
- Елвіс Преслі (27)

За кількістю альбомів на першому місці
- The Beatles (19)
- Елвіс Преслі (10)
- Jay-Z (10)
- The Rolling Stones (9)
- Барбра Стрейзанд (8)
- Гарт Брукс (8)

За кількістю тижнів на першому місці
- The Beatles (132)
- Елвіс Преслі (67)
- Гарт Брукс (51)
- Майкл Джексон (50)
- The Kingston Trio (46)